# فاوستو بيزي
فاوستو بيزي (بالإيطالية: Fausto Pizzi)‏ هو لاعب كرة قدم ومدرب كرة قدم إيطالي في مركز الوسط، ولد في 21 يوليو 1967 في رو في إيطاليا. لعب مع إنتر ميلان ونادي أودينيزي ونادي بارما ونادي بيروجيا ونادي تريفيزو ونادي جنوى ونادي ريجيانا 1919 ونادي سيتاديلا ونادي كريمونيسي ونادي نابولي.

## وصلات خارجية
- فاوستو بيزي على موقع قاعدة بيانات كرة القدم.إي يو (الإنجليزية)
- فاوستو بيزي على موقع عالم كرة القدم.نت (الإنجليزية)